# Nantyglo and Blaina
Nantyglo and Blaina (walisisch: Nantyglo a Blaenau) ist eine südwalisische Community, die beim Zensus 2011 genau 9.443 Einwohner hatte. Hauptsächlich besteht sie aus den Kleinstädten Nantyglo and Blaina.

## Geographie
Die Community liegt in Südwales in den South Wales Valleys im Westen der Principal Area Blaenau Gwent County Borough. Zwar gibt es im Norden (Brynmawr und Beaufort), im Westen (Badminton, Ebbw Vale North, Ebbw Vale South und Cwm) und im Süden (Abertillery) gemeinsame Grenzen mit Communitys innerhalb von Blaenau Gwent, doch im Nordosten grenzt Nantyglo and Blaina an Llanelly im Monmouthshire und im Osten an Blaenavon in Torfaen. Im Norden der Community, direkt an den Ausläufern der Kleinstadt Brynmawr, liegt Nantyglo, südlich davon Blaina, bevor die Community in Bournville endet, das fast vollständig zu Abertillery gehört. In Blaina entspringt dabei der in südliche Richtung verlaufende Ebbw Fach River, der in Aberbeeg in Llanhilleth mit dem Ebbw Fawr River den Ebbw River bildet, und westlich von Blaina der Nant Ystruth, der in einen kleinen Teich im Blainaer Stadtteil Cwmcelyn mündet. Zudem verläuft durch die Community die A467 road.

## Geschichte
Die heutige Community geht auf den Local Government Act 1894 und die Bildung des Nantyglo and Blaina Urban District Council in den Grenzen der Grafschaft Monmouthshire zurück. 1974 wurde der District als Community Teil von Gwent und 1996 Teil von Blaenau Gwent County Borough. Letztmals wurden die Grenzen der Community im Jahr 2010 geändert, als ein kleiner Teil von Bournville zu Abertillery transferiert wurde und die Grenzziehung zwischen Nantyglo and Blaina und Brynmawr an mehreren Stellen geändert wurde.
Einwohnerzahlen
| 1891   | 1911   | 1921   | 1931   | 1939   | 1951   | 1961   | 1971 | 1981 | 1991 | 2001 | 2011  |
| ------ | ------ | ------ | ------ | ------ | ------ | ------ | ---- | ---- | ---- | ---- | ----- |
| 13.489 | 15.395 | 16.448 | 13.189 | 11.828 | 11.442 | 10.959 | ?    | ?    | ?    | ?    | 9.443 |

## Bauwerke
In der Community existieren sieben Bauwerke, die in die Statutory List of Buildings of Special Architectural or Historic Interest aufgenommen wurden, darunter neben fünf Grade II buildings zwei Grade II* buildings.